# 仓田乡
仓田乡，是中华人民共和国四川省凉山彝族自治州會理縣下辖的一个鄉。2014年，倉田鄉與三地鄉、六華鄉合併為六华镇。

## 行政区划
截至2014年，仓田乡撤销前下辖以下地区：
倉田村、岔河村、小倉田村、楊坪村、白岩村、井獅村和三合村。